# Кріс Фіннеган
Кріс Фіннеган (англ. Chris Finnegan; 5 червня 1944 — 2 березня 2009) — британський боксер, олімпійський чемпіон 1968 року. 

## Аматорська кар'єра
Олімпійські ігри 1968
- 1/16 фіналу. Переміг Тітуса Сімба (Танзанія) 5-0
- 1/8 фіналу. Переміг Едварлбда Вірхеля (Німеччина) 3-2
- 1/4 фіналу. Переміг Мате Парлова (Югославія) 5-0
- 1/2 фіналу. Переміг Альфреда Джонса (США) 4-1
- Фінал. Переміг Олексія Кисельова (СРСР) 3-2